# Janne Schaffer
Pour les articles homonymes, voir Schaffer.
Jan (Janne) Erik Tage Schaffer (né le 24 septembre 1945 à Stockholm) est un chanteur et guitariste suédois. Il est surtout célèbre pour son travail comme guitariste de session pour le groupe ABBA, mais il a aussi enregistré avec des gens comme Bob Marley, Johnny Nash, Art Farmer et Tony Williams.
En 1966, son groupe  Ted and the Caracas obtient quelques succès d'estime et il commence à être reconnu comme musicien sur la scène suédoise. Il enregistre son premier album en 1973 et, en 1975, son album Katharsis bénéficie d'une sortie aux États-Unis. Il obtient une bonne critique dans le Rolling Stone qui lui permet d'être remarqué au Festival de Jazz de Montreux.
En 1982, il fonde le groupe Electric Banana Band, qui se spécialise dans la musique pour enfants et la formation fait une tournée en Allemagne, en Scandinavie et même au Village Gate à New York. Deux ans plus tard, il crée sa propre maison de disques Earmeal.
Il fait une tournée avec l’orchestre philharmonique de Gävleborg en 1987. En 1994, il produit l’album de Ted Gärdestad Äntligen på väg et l’année suivante, il collabore à un disque pour les enfants Till Alla Barn. Deux ans plus tard, il sort deux compilations et fait une tournée en Suède.
En 1999 son groupe Electric Banana Band reçoit la récompense du meilleur album pour enfants. La formation est souvent en tournée dans la Suède. Parallèlement à son groupe, il poursuit une carrière solo en tant qu'artiste et musicien.

## Discographie
- 1973 – Janne Schaffer
- 1974 – Janne Schaffer's Andra LP
- 1974 – The Chinese
- 1975 – Katharsis
- 1979 – Earmeal
- 1980 – Presens
- 1982 – Blå Passager Och Röda Vågor
- 1986 – Traffic
- 1987 – Hörselmat
- 1980 – Electric Graffiti
- 1989 – Julglöd
- 1992 – Ögonblick
- 1995 – Av Ren Lust
- 2000 – På Andra Sidan Månen
- 2002 – Nära I Sommarnatten
- 2002 – Julglöd
- 2005 – Med Betoning På Ljus

## Musique de films
- 1974 : Flossie